# 木食白道
木食 白道（もくじき びゃくどう、1755年〈宝暦5年〉 - 1826年1月31日〈文政8年12月24日〉）は、江戸時代の仏教行者・造仏聖（仏教彫刻家）。
独特の微笑が表現された「微笑仏」を全国各地に残した木喰の弟子で、木喰ともに各地を旅して造仏活動を行う。白道仏は木喰仏と同様の「微笑仏」で、各地に160体以上が発見されている。なお、師の木喰仏は所在不明・亡失した像を含めて710体が確認されている。白道仏は行道と北海道に渡っていた頃の子安観音菩薩像や地蔵菩薩像はそれまで行道の作であると考えられていたが、近年は山梨県立博物館による赤外線調査で背面から墨書銘が確認され、白道の作であることが明らかになった。

## 白道に関する資料
白道の事跡に関する資料には『萩原木食繁昌（古日記）』、『七福神の由来』、『聖観世音本堂鎮守金比羅本社拝殿建立』、神社建立の勧進に際した勧進帳、自筆史料では『天満宮縁起』、廻国修行の納経帳である『日本回国納経牒』、『木食白導一代記』がある。ほか、白道仏背銘の墨書銘からも断片的に白道の事跡が復元されている。
『萩原木食繁昌（古日記）』
紙本墨書。寸法は縦13.8センチメートル、横35.5センチメートル。安永・天明年間を中心とした記録のうち安永10年（1781年）の部分で、白道が故郷甲斐へ帰郷した際の様子が記されている。白道の生年や甲州市伝存の白道仏の年代などが推定された。通称は『古日記』。原本は1975年時点で塩山市赤尾の個人所蔵で、2008年の「木食白道-知られざるもう一人の木食-」展では出展されているが、所在は未記入。山梨県立博物館収蔵（旧山梨県立図書館所蔵）の「若尾資料」に写本が含まれる。1975年の「先年」に郷土史家の飯田文彌により発見される。甲州市（旧塩山市）指定文化財。『塩山市史 史料編 第2巻 近世』所載。
『七福神の由来』
木版。白道の自筆。白道は天明の大飢饉に際して七福神を彫り人々に配布したといわれ、それに関する史料。曽根原（1975）に収録。
『聖観世音本堂鎮守金比羅本社拝殿建立』
紙本墨書。寸法は縦27.6センチメートル、横19.5センチメートル。2008年時点で甲斐市の個人所蔵。寛政6年（1794年）。江戸日暮里の青雲寺本堂・金比羅本社拝殿建立に際した勧進帳。白道は青雲寺住職の弟子となり、江戸市中や多摩地方で勧進を行っており、その際のもの。曽根原（1975）に収録。
『天満宮縁起』
紙本墨書。白道の自筆。縦27.5センチメートル、横18.0センチメートル。2008年時点で甲斐市の個人所蔵。享和3年（1803年）12月に白道が生誕地上萩原で天満宮建立を志した内容が記され、自身の半生を記している。曽根原（1975）に所載。
『日本回国納経牒』
廻国修行の納経帳。2008年時点で甲斐市の個人所蔵。紙本墨書。寸法は縦24センチメートル、横17センチメートル。曽根原（1975）で一部紹介。
『木食白導一代記』
白道が自身の事跡を記した記録。2008年時点で甲府市の個人所蔵。巻子本で寸法は縦31.0センチメートル、横1074.9センチメートル。全25紙。廻国修行をはじめた幼少期から各地での巡礼、修行中の霊験や造仏について記されている。『山梨県立博物館 研究紀要 第3集』で全文が翻刻されているほか、現代語訳を掲載。
その他の史料
山梨県甲州市上原の白道生家には負箱が伝来する。木造。蓋の寸歩は縦33.0センチメートル、横37,4センチメートル。上原の生家に茶碗類とともに伝存し、現在は白道の作の子安観音像が存在する上原地蔵堂に安置される。蓋裏の墨書から寛政12年（1800年）のもので、信濃国光前寺村の運八・孫作が施主となり白道に贈ったものであるとされる。

## 白道の生涯

### 出生から木喰との出会い
『萩原木食繁昌』、『天満宮縁起』、円福寺の位牌に拠れば、白道は甲斐国山梨郡上萩原村上原（わはら、山梨県甲州市塩山上萩原上原）に生まれる。父は与左衛門。俗姓は小野。幼名は不詳。「納経牒」に見える「宗安」が白道の僧名であると考えられている。
生年は円福寺位牌には見られず、寛延3年（1750年）とする説があった。清雲は1975年に新出史料であった『萩原木食繁昌』を基に生年を宝暦5年（1755年）と推定した。2008年には木下達文が『法幢院過去帳』に白道の没年・終焉の地・没年齢が記載されていることを発見し、生年を宝暦5年に確定させた。
幼少期の宝暦11年（1761年）に、同じ上萩原村（甲州市塩山上萩原）に所在する曹洞宗寺院の法幢院（ほうどういん）で出家し、父とともに諸国を廻国巡礼する。『古日記』によれば西国三十三番霊場、四国八十八ヶ所巡礼の途上伊予国で父を失う。その後、六十六部聖となり北陸地方や佐渡島を廻国し、青年期の安永2年（1773年）には信濃で善光寺参詣などを行い再び甲斐へ戻る。
翌安永3年（1774年）には再び旅立つと上野国へ赴き、同年5月には妙義山で納経を行っている。翌安永4年（1775年）から安永6年（1777年）には常陸国から東北地方を旅し、納経を行う。
白道は安永7年（1778年）に蝦夷地へ渡って以降には木喰（行道）の弟子となっていることが確認される（後述）。「萩原木食繁盛」では白道は伊豆国で木喰と出会ったことが記されているが、その時期は不明。木喰側の史料である『納経帳』に拠れば、木喰は安永2年（1773年）6月には伊豆を滞在していることから、この時期に出会ったとも考えられている。なお、「萩原木食繁盛」の記述はあくまで白道が伊豆において木喰行者と出会ったことを示すものであり、行道との出会いを示すものではないとする説もある。
なお、近世の木喰僧は真言宗系と浄土宗系、天台宗系の三派が存在し、師の木喰は真言宗系とされ、白道も同様に真言宗系の木食僧であると考えられている。

### 廻国と造仏活動
以来は木喰の弟子としてともに関東地方から東北地方を廻国し、安永7年（1778年）には北海道へ渡り、道南地方を廻国し作法を行う。従来、師の木喰は北海道において造仏活動を開始したとされて、北海道爾志郡八雲町（旧熊石町）の門昌庵に伝来する子安観音像を始めとする諸像が初期の木喰仏とされていた。
しかし2004年には赤外線カメラを用いた背面調査で、門昌庵の諸像には後年の白道仏と共通する書体の六字名号や白道の墨書銘が存在することが確認され、初期の木喰仏は白道の作例であることが判明した。また、白道が北海道へ渡っている可能性は清雲俊元により指摘されていたが、この発見により確定した。

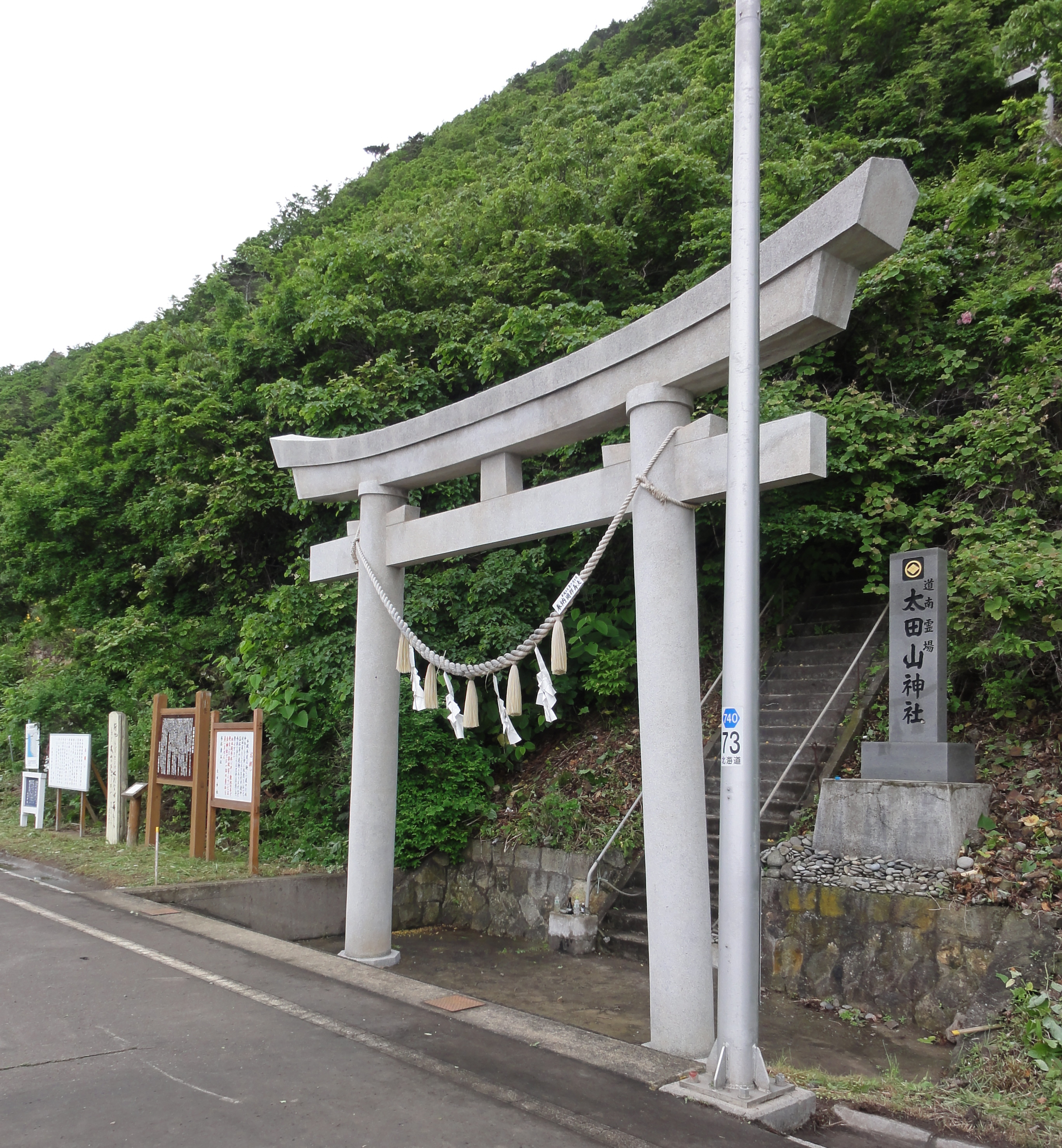
太田権現

さらに、久遠郡せたな町の太田権現には木喰・白道の渡道時に多数の円空仏が伝来していたが（現在は亡失）、門昌庵に伝来する『納経帳』の存在から、木喰が太田権現において円空仏を実見し、北海道において造仏活動を開始したとする説があった。木喰は円空や円空仏に関して言及した確実な史料を残していなかったが、2008年（平成20年）に山梨県立博物館で開催された『木食白道 知られざるもう一人の木食』展に際して『木食白導一代記』が調査・解読され、白道が円空仏について直接言及してはいないものの、太田権現において多数の仏を実見していたことが判明した。さらに、2015年には小島梯次・近藤暁子により青森県上北郡六戸町の海傳寺（かいでんじ）に伝来する「釈迦如来像」が初期の木喰仏であることが発見され、木喰は北海道へ渡る以前から造仏活動を開始していたことが確認された。
安永9年（1780年）5月には本州へ戻り、同年9月から翌安永10年まで下野国栃窪（栃木県鹿沼市栃窪）の徳性院に5か月間滞在し、行道と薬師三尊や十二神将像の制作を行う。安永10年（4月に改元して天明元年）5月には信濃国長久保（長野県小県郡長和町長久保）において行道と別れ、秩父三十四所観音に納経すると故郷の甲斐へ戻る。甲斐では同年6月から翌年2月まで滞在し、百観音菩薩像や子安地蔵菩薩像、百体仏などの制作を行う一方で、法幢院で加持祈祷を行い、同年11月には末寺にあたる上原寺の住僧となる。

### 多摩における足跡
白道は武蔵国多摩郡における足跡も見られ、現在の東京都あきる野市小和田・留原と八王子市恩方に資料が多く分布している。多摩郡における白道資料の濃密な分布は恵比寿講の隆盛との関わりが考えられている。白道は数次にわたり多摩と訪れ、寛政年間に多摩を訪れた時期があり、大月市鳥沢に住んだ文化年間にも多摩を訪れていたと考えられている。
あきる野市引田（多摩郡引田村）に所在する真照寺の過去帳や1915年（大正4年）9月の真照寺沿革誌によれば、白道は寛政元年（1789年）3月から翌寛政2年に真照寺において薬師如来の開眼と梵鐘制作を行ったという。真照寺の梵鐘は寛政2年（1790年）の年記と「甲陽食助願白憧」の銘文があったとされるが、戦時下の金属供出により現存していない。寛政6年（1794年）には荒川区西日暮里の青雲寺住職・谿洲（けいしゅう）の弟子となり、江戸市中・多摩で勧進を行い聖観音菩薩本堂・鎮守金毘羅本社拝殿を建立する。

### 晩年の活動
寛政9年（1797年）には甲斐都留郡上野原村（上野原市）を訪れ、井戸掘削のための加持祈祷を行っている。寛政12年（1800年）には信濃国伊那地方に滞在し、同地で造仏活動を行う。伊那郡光前寺村（長野県駒ヶ根市）の施主からは負箱を贈られている。
享和3年（1803年）には生地の上萩原上原で勧進を行い、萩原天満宮造立に携わっている。翌享和4年（1804年）には山梨市牧丘町倉科新井の子安観音菩薩像を造立する。
同時期には都留郡鳥沢村清水入（大月市鳥沢）に草庵を構え、同地を拠点として、富士北麓方面でも活動を行っている。
鳥沢宿は甲州街道の宿場町で、白道は円福寺末寺の光明院と見られる「上人屋敷」へ移る。「上人屋敷」は現存していないが円福寺より北に位置する扇山の麓に所在していたという。1925年（大正14年）の『北都留郡誌』にも「上人屋敷」に関する記述があり、現在は供養柱が立っている。
また、地域に伝わる土地の売買文書に「大應寺」とあることからこれを寺名とする説もあるが、「大應寺」は諸史料には見られない。また、甲州市塩山下於曽の正念寺に伝存する白道仏の銘文から白道は文化10年（1813年）頃に鳥沢の「光明院」に居住しており、慶応4年（1868年）の『甲斐国社記・寺記』では円福寺末寺であった廃寺として上鳥沢の「光明院」を記載しており、多少混乱はあるがこれを「上人屋敷」とする説もある。
白道が上人屋敷へ移った事情も不明であるが、現在・円福寺境内には「帰命院三世・木食真円」の石碑が存在し、この石碑はもとは上人屋敷にあったという。帰命院は寛永12年（1635年）に天台系木食僧・木食但唱が現在の東京都品川区西大井に開山した如来寺の山号に由来するが、「帰命院」を山号とする寺院は多数存在し、木食真円は石碑に拠れば享保7年に死去したとされるが、詳しい経歴は不明。また、上人屋敷から近い都留郡犬目宿（上野原市犬目）には発願寺の末寺・竜石寺（白馬不動尊）が所在し、白道と同時代の木食智光が開山であるという。このように、郡内には木食僧に関わる寺院が分布することから、白道も円福寺と関係を持ち鳥沢村に居住したとも考えられている。
『法幢院過去帳』に拠れば、文政8年12月24日に清水入で病死。地域には入定したとする伝承も伝わる。墓所は上人屋敷に墓石が存在したが、ゴルフ場建設に際して円福寺に移されている。ほか、上萩原上原の生家にも屋敷墓がある。

## 白道仏

### 白道仏の特徴
白道仏は2008年時点で発見されている像が200体、現存する像が160体以上が確認されており、『木食白道 知られざるもう一人の木喰』、pp.182 - 193では一覧・分布図が掲載されている。
白道仏は一木造で、微笑みを持った「微笑仏」であることと、背面に六字名号（「南無阿弥陀仏」）が記されていることが木喰仏と共通しているが、木喰が千体仏造立の大願を掲げていたのに対し、白道仏や子安地蔵や恵比寿大黒天など庶民の民間信仰に基づいた造仏活動であると評されている。
造形的な特徴として、木喰仏に比較した角ばっており、逆三角形の頭と広めの額、豊満な顎、極端な省略化が指摘される。彩色は施されていないが、墨で目や頭髪、手足を着色することは行われている。台座文様の蓮弁は木喰と共通するが、正面のみで裏面には彫られない。表情の「微笑み」に関しては初期から晩年に至るまで共通している。光背を有する像は初期の作例に多く、舟形光背が多い。

### 各種の白道仏
白道は様々な仏を制作しているが、木喰があらゆる神仏を彫っているのに対し、白道は子安観音や地蔵菩薩、薬師如来、恵比寿・大黒、観世音菩薩、子安観世音菩薩、不動明王を主としている。また、宇賀神なども彫っている。
白道仏は三種の系統が指摘され、木喰仏と似た上原地蔵堂の子安地蔵像に見られる型、福蔵院の百体仏に見られる無造作な型、板材を利用した恵比寿・大黒天などの型がある。特に恵比寿大黒像は木喰の作例が少なく、白道独自の像と評される。白道仏は銘のないものも多いが、一部の像には木喰仏と同様に背銘に「南無阿弥陀仏」の六字名号があり、白道仏の名号は笹字の書体で記され、「陀」の文字に特徴がある。
子安観音菩薩は立像で、甲州市塩山に集中して存在しているが、晩年に居住した大月市では見られない。2メートル規模の巨大なものから、15センチメートルから40センチメートルほどの小像が存在する。巨大な像は立木仏であることが指摘され、背後には穴があり胎内仏が収められているものもある。小型の小安観音像は甲州市塩山のほか各地に存在する。
地蔵菩薩・薬師如来像は造形的には子安観音像と共通し、持物により区別される。地蔵菩薩像は長野県駒ヶ根市に多く分布し、薬師如来像は大月市にのみ分布する。
恵比寿大黒天像は生涯にわたって制作し、最も数が多く山梨県では甲州市塩山、上野原市、大月市、長野県では駒ヶ根市、東京都の多摩地方に分布している。初期の作例は独尊の対像であるが、後に一材で中央を分割し、恵比寿・大黒を彫った双体形式となる。裏面には笹字による書が四行分記され、焼印も押されている。木下は白道の恵比寿大黒天像をA - Eの6類型に分類している。
観世音菩薩像は甲州市塩山下小田原の福蔵院の百体仏が唯一のもので、40センチメートル前後の光背を有した百体観音が、2008年時点で97体が現存している。また、『萩原木食繁昌』には甲州市塩山赤尾の「長谷寺」に白道作の観音像が存在したとされるが、2008年時点で発見されていない。不動明王像は甲州市塩山上萩原上原に唯一伝存する。
ほか、山梨県南都留郡忍野村忍草の東円寺にも白道作と見られる像が伝来しており、後述の富士吉田市に伝来する六字名号とともに、白道の富士信仰に関する資料として注目されている。

## 白道の書画

### 六字名号
墨書は2010年時点で11幅が確認されており、山梨県のほか長野県、新潟県、東京都などに分布している。年記がないため正確な年代は不詳であるが、白道の廻国・滞在時期から新潟県は明和9年（1772年）頃、東京都は寛政元年（1789年）から寛政6年（1794年）頃、長野県は寛政12年（1800年）頃、山梨県は享和4年（1804年）頃と推定されている。
山梨県では生地である甲州市塩山や晩年に居住した大月市に多く分布するほか、富士吉田市でも発見されている。白道の墨書は白道仏背面の墨書と同じく、笹の葉を連ねた形状の「笹字」を特徴とし、『親鸞聖人笹字縁起』に記される、親鸞が信濃善光寺に参籠し、戸隠山を訪れた際に熊笹の歯で六字名号を並べて六字名号を作った故事に由来していると考えられている。
落款は7種が確認されている。落款の使用傾向は寛政年間には大日如来を示す梵字（アーンク）と「佛法僧寶菱型」を多用しており、享和年間にはそれらの代わりに「佛法僧寶巾着型」を用いていることが指摘される。また、白道仏の作風と同様に六字名号の落款の使用も同じ地域で異なっている例があることから、白道が同じ地域を複数回訪れていたとも考えられている。
- 新潟県佐渡市両津大川
詳細不明。
- 東京都あきる野市二宮
寸法は縦54.0センチメートル、横17.5センチメートル。落款は「アーンク（大日如来）」が3、「壽」が1、「佛法僧寶菱型」が8、「木食」が1、「木食之印」が1。
- 東京都あきる野市五日市
寸法は縦56.0センチメートル、横17.5センチメートル。落款は「アーンク（大日如来）」が3、「壽」が1、「佛法僧寶菱型」が8、「木食」が1、「木食之印」が1。
- 東京都八王子市恩方町川原宿
寸法は縦41.5センチメートル、横16.5センチメートル。落款は「木食之印」が1、「甲斐木食白道」が1。
- 長野県上伊那郡宮田村北割
寸法は不明。落款は「アーンク（大日如来）」が3、「壽」が1、「佛法僧寶菱型」が8、「木食」が1、「木食之印」が1。
- 長野県駒ヶ根市赤穂上穂町
詳細不明
- 長野県駒ヶ根市下平
詳細不明
- 山梨県大月市七保町浅川
寸法は縦117.0センチメートル、横44.2センチメートル。落款は「壽」が1、「木食」が1、「木食之印」１が1、「仏法僧寶巾着型」が9。
- 山梨円大月市七保町下和田
寸法はって56.0センチメートル、横21.5センチメートル。落款は「壽」が1「木食」が1、「木食之印」が１、「仏法僧寶巾着型」が3。
- 山梨県甲州市塩山上萩原
寸法は縦86.2センチメートル、横30.1センチメートル。落款は、「壽」が1、「佛法僧寶菱型」が1、「木食之印」が1、、「仏法僧寶巾着型」が3。
- 山梨県富士吉田市小明見
個人所蔵。紙本墨書。寸法は縦41.7センチメートル、横15.9センチメートル。三ヶ所に「壽」が1「木食」が1「木食之印」が1、「佛法僧寶巾着型」が1と四種類の落款がある。2010年に報告され、「佛法僧寶菱型」が見られないなど落款の使用状況から、白道が大月を拠点に活動していた享和3年頃と推定されている[50]。初めて富士吉田市で確認されたことから、白道の富士信仰に関する資料として注目されている。

### 絵画
- 天神図（わはらの宮）
大月市七保町に伝来。紙・木版墨摺。寸法は縦56.3センチメートル、横21.センチメートル。菅原道真の姿が描かれ、「木食白導」の署名がある[51]。「わはらの宮」は萩原天満宮を指し、享和3年（1803年）に白道が生地の上原で天満宮を建立した際に、寄進者に配られたものであると考えられている[51]。

- 七福神図
「七福神図」（山梨県立博物館所蔵）はは縦37.5センチメートル、横46,7センチメートル。紙・木版墨摺。宝船に乗った七福神が描かれ、宝船には松や米俵などが積まれ、背景には三峰型の富士山が描かれた吉祥図[51]。「甲斐之木食」の落款がある。版木も伝存。「七福神の由来」「木食白導一代記」に拠れば白道は天明の飢饉に際して七福神図を摺り頒布したとされ、白道に関係する資料で、「一代記」の記述から富士信仰に関係する資料であると考えられている[52]。

## 研究史
大正期に始まった木喰の研究に対して弟子の白道に関する研究は遅れ、木喰研究を精力的に行った柳宗悦は木喰の宿泊記録である『南無阿弥陀仏国々御宿帳』（『御宿帳』）の安永9年・天明元年条に記される「弟子」を白道とし、甲州街道において白道は木喰と出会い、ともに北海道へ渡り、下野国栃窪でともに造仏活動を行い、信濃国長久保宿で別れたと推測した。一方、これに対して五来重は『御宿帳』の天明6年条に「弟子二人ニグル」とあるのに注目し、白道は木喰のもとから逃げ出し、師弟関係は深くないと指摘した。
戦後の山梨県・長野県の郷土研究においては、山梨県の佐藤森三・植松又次、長野県の曽根原駿吉郎らが白道の存在に注目している。1974年（昭和49年）には山梨県教育委員会主催で「甲斐の木喰」展が開催された。1975年（昭和50年）に曽根原が『木喰白道』を刊行し、初めて生涯や作品を総合的に論じ、白道に関する諸史料を翻刻した。さらに同年には清雲俊元が「古日記にみる木食白道」『甲斐路 No.26』において新出史料の「萩原木食繁昌（古日記）」を紹介し、白道の生年の推定や、甲州市塩山に伝来する白道仏の年代推定を試みた。また、清雲は白道が木喰とともに北海道へ渡っていた可能性を指摘し、大正期に柳宗悦の民藝運動からスタートした木喰研究に対し、木喰・白道の活動は封建社会における民間信仰の観点から注目するべきという視点を提示している。
1977年（昭和52年）には佐藤威夫が「大月市における木食白道」『甲斐路 No.31』において白道が晩年を過ごした大月市における事跡を紹介した。1978年（昭和53年）には近藤喜博が「木喰行道論-北海道の場合-」『月刊文化財 178』において、北海道に残される初期の木喰仏は白道作の可能性があることを指摘した。
1990年（平成2年）には木下達文が『木食白道-甲斐の造仏聖-』において、『法幢院過去帳』を基に白道の生没年・年齢、事跡の年代を確定させ、晩年の居住地である「上人屋敷」が大月市の円福寺であることを指摘した。また、木下は未報告の『木食白導一代記』の存在を報告し、近藤喜博と同様に初期の木喰仏が白道作である可能性を指摘している。また、多摩地域における白道の活動は曽根原が示唆していたが、1997年（平成9年）には村野實が多摩における白道資料の存在を報告した。
1999年（平成11年）には大月市郷土資料館で『木食白道』展が開催され、大月における白道の活動を一般に紹介した。2001年には村野實の研究を基に福生市郷土資料室で『多摩の微笑仏-木食白道-』展が開催され、多摩地方における白道の活動が紹介された。
2002年（平成14年）・2004年には北海道に残される「初期の木喰仏」とされる諸像に関して、小島梯次・山梨県立博物館による赤外線カメラを用いた背銘調査で。これらの「初期の木喰仏」が白道作であり、さらに白道が師の木喰とともに北海道へ渡っていたことが確定された。
2008年（平成20年）には山梨県立博物館でシンボル展「木食白道-知られざるもう一人の木食-」展が開催され、白道仏や関連史料を報告するとともに、近年の研究を一般に紹介した。同年には木下前掲書に清雲俊元、近藤暁子、菱山栄三郎らの論考を加えた改訂増補版『木食白道 知られざるもう一人の木食』が刊行された。2009年（平成21年）には『山梨県立博物館 研究紀要 第3集』において近藤暁子・西川広平が『木食白導一代記』をはじめて翻刻し、さらに近藤は『一代記』を用いて白道の事跡、詳細な廻国ルート、宗教活動の意義などを考察した。
2010年（平成22年）には近藤暁子が富士吉田市で発見された新出の六字名号を紹介し、白道の名号の特徴を考察したほか、富士信仰の関わりについても言及した。
2013年（平成25年）には山梨県立博物館で科学研究費助成事業「木食行における作仏の宗教的意義に関する研究-木喰行道・白道の初期作例を通じて」が開始された。